# Stausee Wasserfallboden
Der Stausee Wasserfallboden liegt südlich der Gemeinde Kaprun in den Hohen Tauern im Bundesland Salzburg in Österreich. Er ist ein Jahresspeicher mit einer Oberfläche von 1,5 km².
Den talseitigen Abschluss bildet die Talsperre Limberg, die bisher eine Höhe von 120 m und eine Kronenlänge von 357 m aufwies und von 1938 bis 1951 als Gewölbestaumauer erbaut wurde. Im Zuge des Baus von Limberg III wurde bis 2025 die Krone auf 129 m erhöht und auf 365 m verlängert, womit sich die Speicherkapazität des Sees von 81,2 Mio m³ auf 93,9 Mio m³ erhöht.
Der Stausee Wasserfallboden fungiert als Unterbecken der Oberstufen Limberg I, II und III der Kraftwerksgruppe Kaprun unterhalb des Stausees Mooserboden. Das Stauziel liegt auf 1672 m ü. A. bzw. ab Mitte 2025 1680 m ü. A.
Durch das Aufstauen des Stausees verschwand die Limbergalpe und die ursprünglich erste Schutzhütte in den Ostalpen. Sie war 1868 vom ÖAV unter dem Namen Erzherzog Rainer-Hütte errichtet worden.

## Galerie

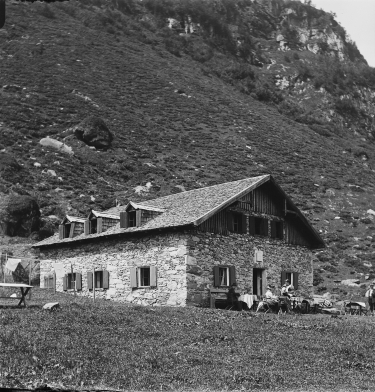
Erzherzog Rainer-Hütte (1899)
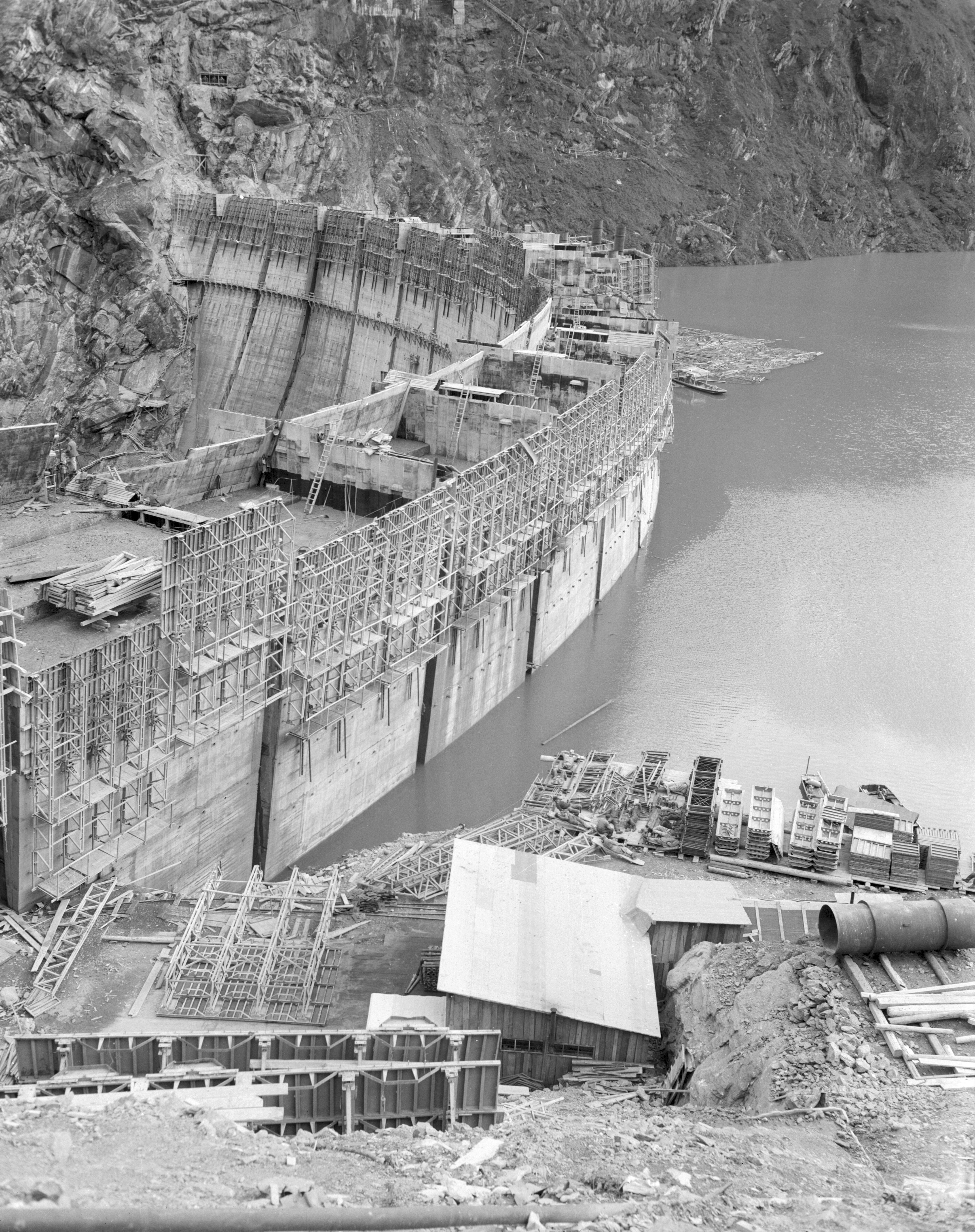
Limbergsperre im Bauzustand in 74 m von geplanten 120 m Höhe (September 1950)
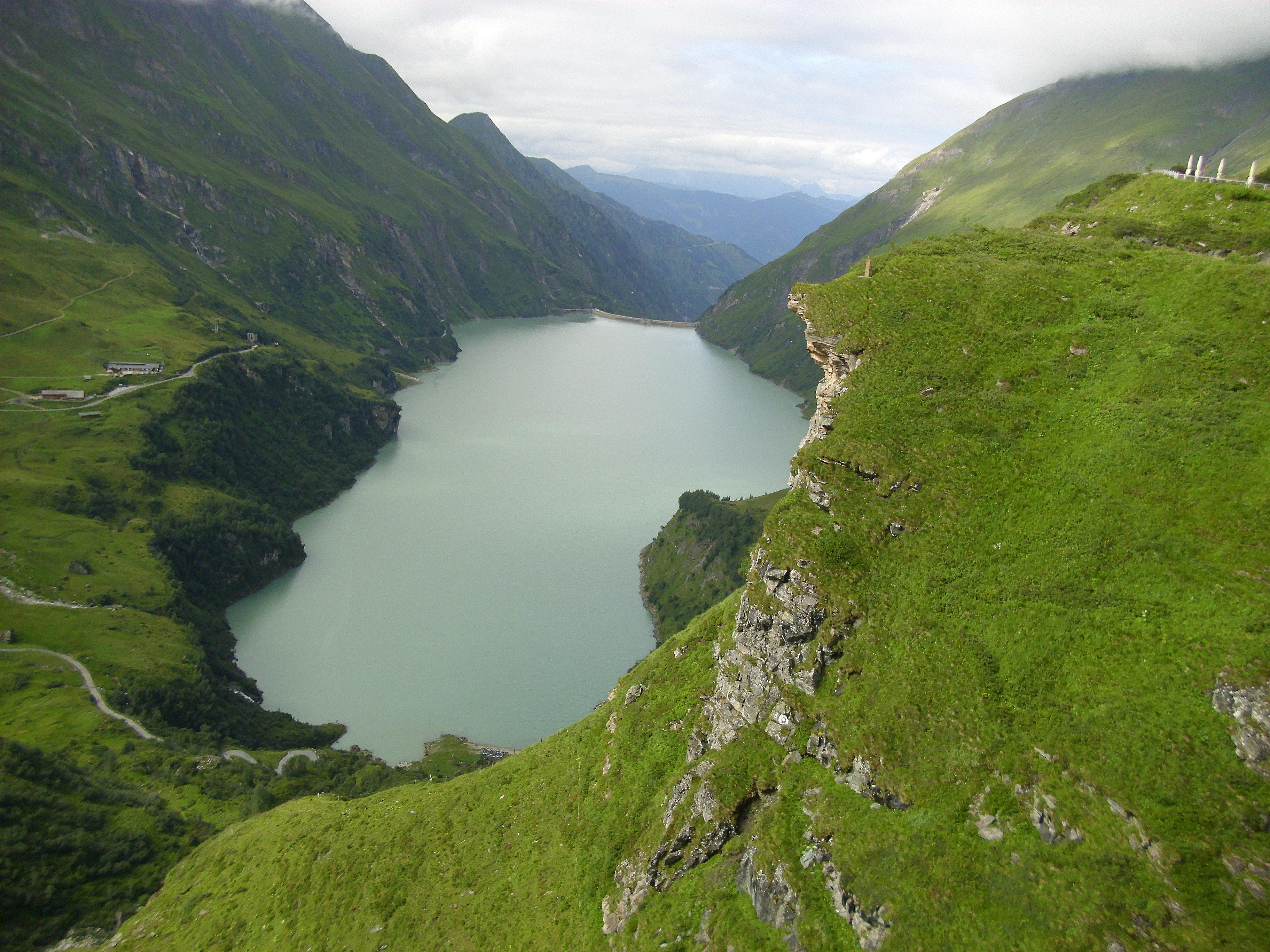
Ansicht vom Standort Moosersperre (2012)